# Gillbach
Der Gillbach (nicht verwechseln mit „die Gilbach“, wie die fruchtbare Landschaft beiderseits des Gillbaches genannt wird) ist ein 28,5 Kilometer langer rechter Zufluss der Erft in Nordrhein-Westfalen, der durch den Rhein-Erft-Kreis und den Rhein-Kreis Neuss fließt.

## Name
Der Fluss wird im Jahr 871 als Gilibecchi erstmals schriftlich erwähnt. Der Name leitet sich vom germanischen Stamm *gil- ab, das vom indogermanischen *gʰiló- (='antreibend') abstammt.

## Geographie

### Verlauf

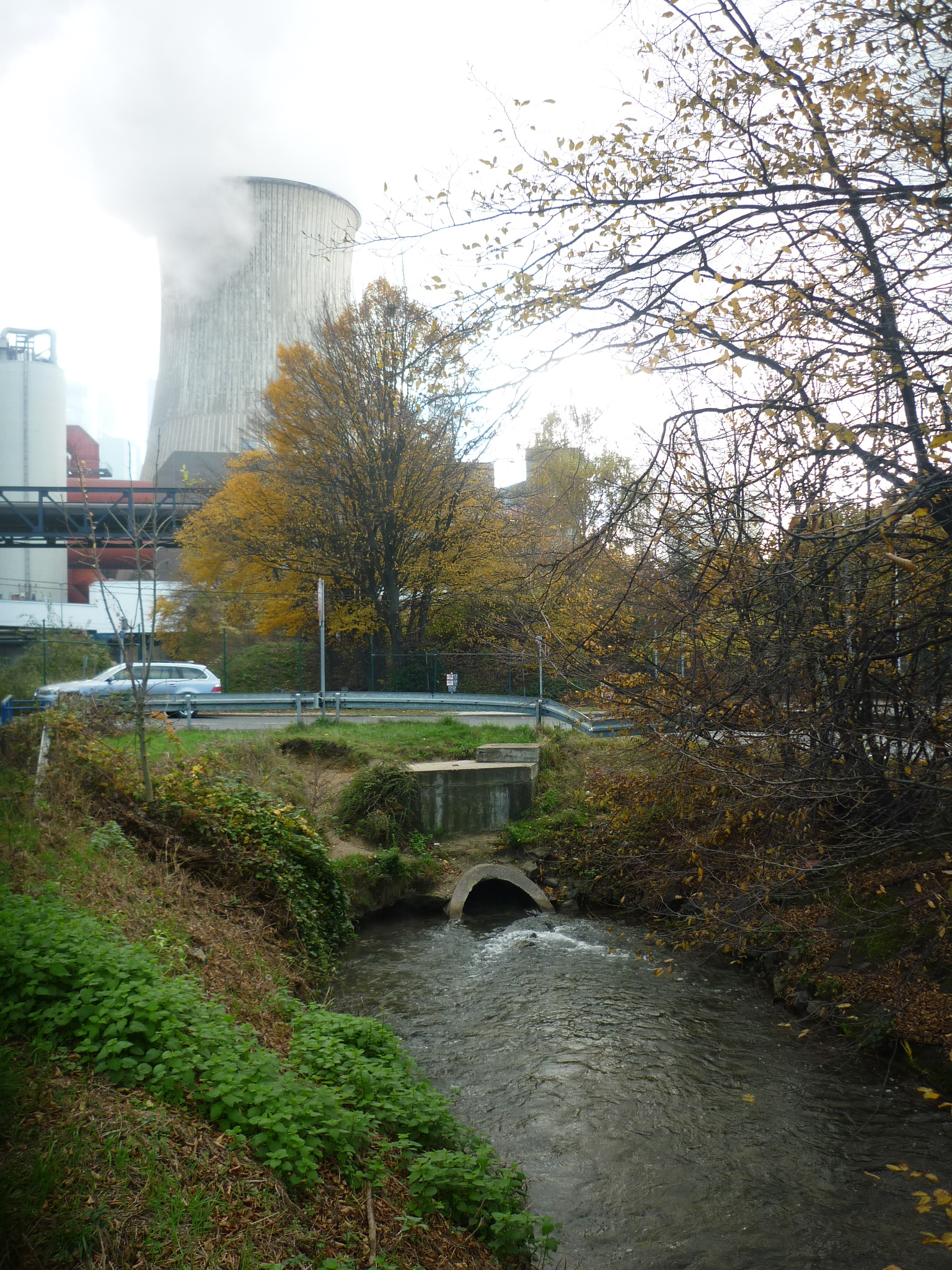
Die heutige "Quelle" des Gillbaches am Kraftwerk Niederaußem

Die „Quelle“ des Gillbachs befindet sich in Auenheim bei Bergheim an den nördlichen Ausläufern des Villerückens auf 93 m ü. NN. Dort wird er vom Kühlwasser des Kraftwerks Niederaußem gespeist. Sein ursprüngliches Quellgebiet, der Bethlehemer Wald, wurde durch die Tagebaue Bergheim und Fortuna-Garsdorf zwischen den 1950er und 1980er Jahren abgebaggert.
Der Gillbach durchfließt das Stadtgebiet von Bergheim im Rhein-Erft-Kreis, die
Gemeinde Rommerskirchen, die Städte Grevenbroich und Neuss im Rhein-Kreis Neuss.
Weitere Zuflüsse des Gillbachs sind hauptsächlich Gräben, die Regenwasser von den Feldern ableiten, diese sogenannten Fließe trocknen im Sommer meist aus. Ein ständig wasserführender und der wichtigste Zufluss war der Bohnenbach, er floss durch Oberaußem und Niederaußem und mündete bei Auenheim in den Gillbach. Er führte zunächst Regenwasser von den Ausläufern des Villerückens und später Abwasser zum Gillbach. Aufgrund der Geruchsbelästigungen wurde das Gewässer kanalisiert und unterirdisch geführt, die geklärten Abwässer aus Oberaußem werden heute in den Gillbach eingeleitet.

### Zuflüsse
- Totengraben (links), 3,8 km, 7,38 km²
- Todtenbach (links), 2,5 km, 5,66 km²
- Flothgraben (links), 6,5 km, 13,37 km²
- Kamps Graben (rechts), 1,1 km[4]

## Gebietsfremde Arten
Aufgrund der erhöhten Temperaturen im Gillbach haben sich dort im Laufe der vergangenen Jahrzehnte einige eingeschleppte Tier- und Pflanzenarten (wissenschaftlich: Neobiota) angesiedelt, die vermutlich in erster Linie von Hobby-Aquarianern dort freigesetzt wurden. Zu den nachgewiesenen Arten gehören Mollies, Guppies, Zebrabuntbarsche, Süßwassergarnelen der Gattung Neocaridina sowie tropische Wasserpflanzen wie zum Beispiel Vallisneria. Zuletzt wurde Im Juni 2017 eine Population von Marienbuntbarschen sowie Hybriden von Oreochromis mossambicus und Oreochromis niloticus beschrieben. Wissenschaftler der Universität Frankfurt berichteten zudem im September 2015, dass eingeschleppte Parasiten der Art Camallanus cotti sowohl die nichtheimischen Zebrabuntbarsche als auch heimische Döbel und Gründlinge befallen können.

## Geschichte
Die Gebiete am Bach werden bereits seit der jüngeren Steinzeit von Menschen besiedelt. Die ersten Zeugnisse, die sie hinterließen, stammen aus der Zeit um 400 vor Christus und wurden bei Auenheim gefunden.
Der Gillbach war Namensgeber des Gillgaues, einer mittelalterlichen fränkischen Gaugrafschaft.
Aufgrund der fruchtbaren Böden rechts und links des Wasserlaufes wurde die Landschaft ab Niederaußem bis kurz vor Neuss auch als „Die Gilbach“ bezeichnet. In mehreren Zeitungsbeilagen aus den 1950er Jahren, die unter dem Titel „Zwischen Erft und Gillbach“ erschienen, gingen Lokaljournalisten ausführlich auf die bewegte Geschichte des damaligen Kreises Bergheim ein.

## Sehenswürdigkeiten
- Kraftwerk Niederaußem
- Kohleveredlungsbetrieb Fortuna-Nord
- St. Medardus (Auenheim)
- Ordenshof (Auenheim)
- Mönchshöfe (bei Niederaußem)
- Burg Geretzhoven (bei Hüchelhoven)
- St. Michael (Rheidt-Hüchelhoven)
- St. Peter (Rommerskirchen)
- Burg Anstel
- Lambertuskapelle (ca. 9. Jahrhundert) in Rommerskirchen-Ramrath, eine der ältesten Kapellen im Rheinland.

## Infrastruktur
Entlang des Gillbachs gibt es viele Wander- und Radwege.
Die Bahnstrecke von Köln nach Mönchengladbach kreuzt den Gillbach im Gemeindegebiet von Rommerskirchen unmittelbar vor dem Steinbrückerhof. Auf dieser Bahnstrecke verkehren die beiden Linien RE 8 (Rhein-Erft-Express) und RB 27 (Rhein-Erft-Bahn). Zwischen Rommerskirchen und Niederaußem läuft in etwa 500 Metern Entfernung die frühere Eisenbahnstrecke Rommerskirchen – Niederaußem – Bergheim/Quadrath-Ichendorf (Teil des "Strategischen Bahndamms"). Hier findet seit den 1970er Jahren nur noch Güterverkehr der heutigen RWE Power AG statt.
Am Gillbach verlaufen die B 477 sowie die B 59.